# Camelobaetidius yacutinga
Camelobaetidius yacutinga is een haft uit de familie Baetidae. De wetenschappelijke naam van de soort is voor het eerst geldig gepubliceerd in 2003 door Nieto.
De soort komt voor in het Neotropisch gebied.